# Jøtunbjørn el Viejo
Jøtunbjørn (del nórdico antiguo: Oso Gigante) apodado el Viejo o Jotunbjörn Raumsson (c. 400) fue un legendario caudillo vikingo, rey de Romsdal, hijo de Raum el Viejo y Bergdis, hija de un jotun. Heredó el reino de su padre y tuvo un hijo con el mismo nombre, Raum, que también gobernó sobre Romsdal y abuelo de Orm «concha rota» de Romsdal (Ormr Skjelamoli u Orm Skalskærv según fuentes). Dos de sus descendientes son Thórolf Raum que, según la leyenda, fue uno de los primeros habitantes de Islandia; y su hermano Ketil Raum de Romsdal.

## Herencia
Landnámabók menciona que Jøtunbjørn (Jætte-Bjørn) fue padre de Raum el Viejo, quien fue padre de Bjørn-Hest quien a su vez fue padre de Orm Skalskærv, padre de Ketil Raum.